# Włodawa
Włodawa [vwɔdava] (en ucraniano: Володава y en ruso: Влодава) es una ciudad en el este de Polonia, ubicada al este del río Bug, y dentro del voivodato de Lublin. Se encuentra cerca de las frontera con Bielorrusia y Ucrania. Es la sede del Condado de Włodawa y también la ciudad más poblada, con 17.085 en su área metropolitana.

## Historia
El primer escrito que menciona a la localidad de Włodawa data de 1242, en el cual menciona que el príncipe Daniel se quedó en este pueblo, intentando escapar de los Tártaros. Entre 1446-1447, Włodawa fue anexionada al Ducado de Lituania, y el río Włodawka (afluente del río Bug) fue establecido como la frontera entre el ducado lituano y el reino de Polonia. En el año 1534 recibió el título de ciudad, y comenzó a aumentar la población, incluida la judía.
La existencia de una comunidad judía en Włodawa se registró por primera vez en 1531. La prosperidad de la comunidad se debe a que durante la Edad Moderna la población judía se dedicaba a la producción artesanal y al comercio, que gracias a la buena localización de Włodawa, permitía un intercambio de productos más fructífero. La comunidad fue devastada por la masacres producidas durante la Rebelión de Jmelnytsky de 1648. Pero gracias a la reconstrucción de la ciudad, la comunidad judía se restableció y alcanzó la cifra de 2.236 judíos en 1827 y 6.706 en 1907.
Al comienzo de la Segunda Guerra Mundial, el 70% de la población era de origen judío. Se creó un gueto en la ciudad, y gran parte de la población judía fue llevada al Campo de exterminio de Sobibor. Un grupo de judíos rebeldes fue fusilado en las cercanías de la localidad de Adampol, al oeste de Włodawa. 
En Włodawa, se empleó la sinagoga de la ciudad como almacén de municiones, aunque se derribó el cementerio judío que había. Hoy en día, la población judía se ha recompuesto, gracias a migraciones provenientes del sur del país; además, la Sinagoga de Włodawa se ha convertido en el principal destino turístico de la ciudad.

## Atracciones
- Iglesia de San Ludwik. Iglesia y monasterio estilo barroco fundado en el siglo XVIII por Pauline Monks.
- Sinagoga de Włodawa. Se construyó en 1764, y es considerada una de las mejores sinagogas aún en pie de Polonia. Existe una sinagoga exactamente igual en Londres, creada por inmigrantes judíos de Włodawa.
- Museo Estatal de Włodawa. Fue abierto en abril de 2011 y en su interior hay una exposición permanente sobre el campo de exterminio de Sobibor.
- Iglesia Ortodoxa Rusa de Włodawa. Erigida entre 1840-1843 y reconstruida en 1893, es usada por la Iglesia ortodoxa polaca.